# 48 Hydrae
48 Hydrae är en gulvit stjärna i huvudserien i Vattenormens stjärnbild.
48 Hydrae har visuell magnitud +5,77 och är synlig för blotta ögat vid god seeing. Den befinner sig på ett avstånd av ungefär 185 ljusår.